# Finale Coupe de France 2009
De finale van de Coupe de France van het seizoen 2008/09 werd gespeeld op zaterdag 9 mei 2009 in het Stade de France in Saint-Denis. EA Guingamp versloeg Stade Rennais met 2–1. De Braziliaanse spits Eduardo scoorde beide doelpunten voor Guingamp. In de finale van 2014 zouden beide clubs elkaar opnieuw treffen.

## Finale

### Wedstrijd
|                        |               |       |                  |                                                                                  |
| 9 mei 2009 20:45 UTC+2 | Stade Rennais | 1 – 2 | EA Guingamp      | Stade de France, Saint-Denis Toeschouwers: 80.056 Scheidsrechter: Thierry Auriac |
| 9 mei 2009 20:45 UTC+2 | Bocanegra 69' |       | 72', 82' Eduardo | Stade de France, Saint-Denis Toeschouwers: 80.056 Scheidsrechter: Thierry Auriac |

| Rennes | Guingamp |

| Stade Rennais: |    |                   |     |
|                |    |                   |     |
| GK             | 1  | Nicolas Douchez   |     |
| RB             | 12 | Rod Fanni         |     |
| CB             | 13 | Petter Hansson    | 88' |
| CB             | 17 | Stéphane M'Bia    |     |
| LB             | 3  | Carlos Bocanegra  |     |
| CM             | 18 | Fabien Lemoine    |     |
| CM             | 14 | Bruno Cheyrou     | 89' |
| AM             | 7  | Jérôme Leroy      |     |
| RW             | 29 | Romain Danzé      | 79' |
| CF             | 11 | Olivier Thomert   | 63' |
| LW             | 23 | Moussa Sow        | 87' |
| Wisselspelers: |    |                   |     |
| DF             | 2  | Elderson          |     |
| FW             | 9  | Mickaël Pagis     | 79' |
| FW             | 10 | Asamoah Gyan      | 87' |
| FW             | 20 | Jirès Kembo Ekoko | 89' |
| DF             | 25 | Lucien Aubey      |     |
| MF             | 28 | Prince Oniangue   |     |
| GK             | 30 | Cheick N'Diaye    |     |
| Coach:         |    |                   |     |
| Guy Lacombe    |    |                   |     |

| EA Guingamp:   |    |                            |     |
|                |    |                            |     |
| GK             | 16 | Guillaume Gauclin          |     |
| RB             | 2  | Yves Deroff                |     |
| CB             | 28 | Christian Bassila          |     |
| CB             | 6  | Bakary Koné                |     |
| LB             | 27 | Felipe Saad                |     |
| CM             | 5  | Lionel Mathis              |     |
| CM             | 18 | Fabrice Colleau            | 73' |
| AM             | 10 | Wilson Oruma               |     |
| RW             | 11 | Manuel Gilson Silva        | 70' |
| CF             | 9  | Eduardo                    | 83' |
| LW             | 20 | Richard Soumah             |     |
| Wisselspelers: |    |                            |     |
| GK             | 1  | Stéphane Trévisan          |     |
| MF             | 7  | Cédric Liabeuf             |     |
| DF             | 8  | François Bellugou          |     |
| FW             | 14 | Yohann Rivière             |     |
| MF             | 19 | Badara Sène                | 73' |
| FW             | 25 | Mouritala Ogunbiyi         | 70' |
| DF             | 26 | Jean-Christophe Vergerolle |     |
| Coach:         |    |                            |     |
| Victor Zvunka  |    |                            |     |